# Masako Yoshida
Masako Yoshida (吉田 雅子, Yoshida Masako, 12 augustus 1957) is een voormalig Japans voetbalster.

## Carrière
Yoshida maakte op 9 september 1981 haar debuut in het Japans vrouwenvoetbalelftal tijdens een vriendschappelijke wedstrijd (Portpia '81) tegen Italië, deze werd echter met 0–9 verloren. Dit was de zwaarste Japanse nederlaag ooit.

## Statistieken
| Japans vrouwenvoetbalelftal | Japans vrouwenvoetbalelftal | Japans vrouwenvoetbalelftal |
| Jaar                        | Wed.                        | Dlp.                        |
| --------------------------- | --------------------------- | --------------------------- |
| 1981                        | 1                           | 0                           |
| Totaal                      | 1                           | 0                           |